# 브룩필드 플레이스 (토론토)

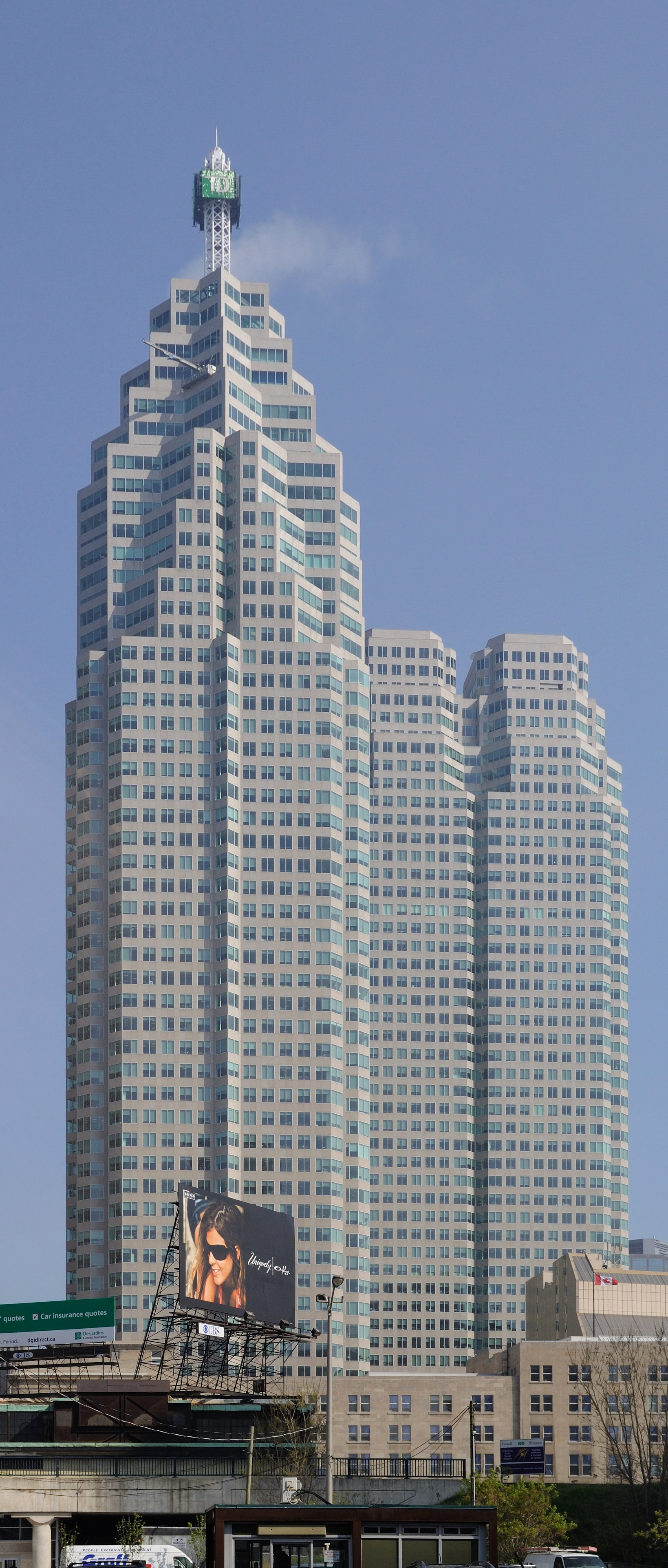
브룩필드 플레이스

브룩필드 플레이스(Brookfield Place)는 캐나다 온타리오주 토론토에 있는 오피스 건물이다. 예전 명칭은 BEC 플레이스(BCE Place)이다. 2개의 타워 베이 웰링턴 타워(Bay Wellington Tower)와 TD 캐나다 트러스트 타워(TD Canada Trust Tower) 및 6층 짜리 부속 건물 앨런 램버트 갤러리아(Allen Lambert Galleria)로 이루어져 있다.

## 같이 보기
- 토론토의 마천루 목록
- 캐나다의 마천루 목록